# Karahamzalı (Kozan)
Karahamzalı ist ein Ortsteil (Mahalle) im Landkreis Kozan der türkischen Provinz Adana mit 315 Einwohnern (Stand: Ende 2024). Im Jahr 2011 hatte der Ort 395 Einwohner.